# Ильич

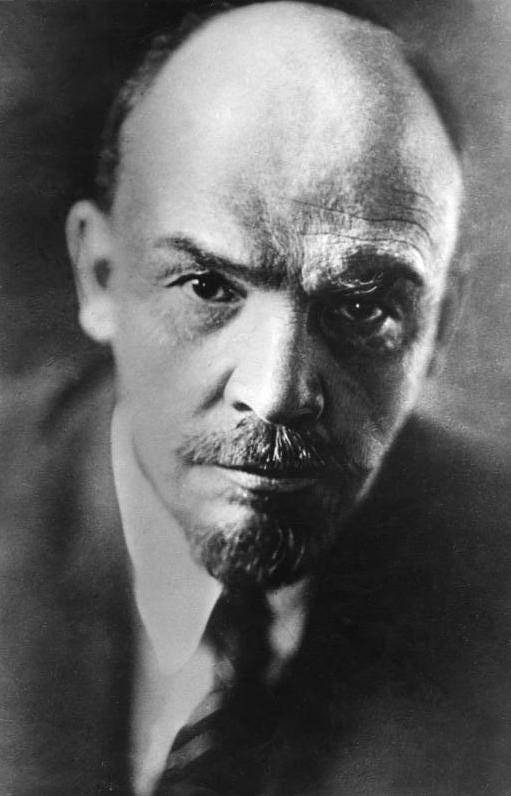
Владимир Ильич Ленин

Ильи́ч — русское отчество, образованное от имени Илья.
Используется как именование Владимира Ильича Ленина в оборотах «заветы Ильича», «лампочка Ильича» и прочих, а также в названиях различных объектов.
Этим отчеством названы несколько посёлков «Ильича», оно входит в название московской станции метро «Площадь Ильича», а также улиц «Ильича» в различных населённых пунктах бывшего СССР.
Использовалось и как личное имя (см. Советские имена, Ильич Рамирес Санчес).

## Другие Ильичи
В эпоху застоя имело неоднозначное толкование, отсылающее к одному из двух вождей, Ленину и Брежневу, эта неоднозначность часто эксплуатировалась в политических анекдотах. Например, про известного советского партийного деятеля Анастаса Ивановича Микояна говорили: «от Ильича до Ильича без инфаркта и паралича». Имелась в виду его уникальная политическая живучесть.
C 2016 года в честь академика Зота Ильича Некрасова, а не Владимира Ильича Ленина, называется Мариупольский металлургический комбинат имени Ильича: собрание акционеров сменило «трактовку названия, чтобы выполнить нормы закона о декоммунизации».

## Написание в творительном падеже
Ильичём — так до перестройки вопреки правилам писали отчество Владимира Ильича Ленина в творительном падеже; аналогичное отчество других лиц писалось по правилам, хотя сомнения возникали, когда речь шла о родных братьях Ленина.

## Комментарии
1. ↑  

О написании Ильичём (о Ленине) вместо полагающегося по Правилам 1956 г. Ильичом интересно пишет Б. З. Букчина: 

«Члены Орфографической комиссии, готовившие Свод (имеется в виду Свод правил русской орфографии и пунктуации 1956 г. — Прим. Грамоты), обратили внимание на то, что форма Ильичём (Лениным), как правило, писалась через ё (в частности, такое написание встретилось в одном из писем Н. К. Крупской). Чтобы сохранить орфографическую неприкосновенность В. И. Ленина, было принято „устное“ исключение: писать, например, Петром Ильичом (Чайковским)…, но Владимиром Ильичём (Лениным). …Правило это даже в годы застоя не распространилось шире — например, на „верного ленинца“ Л. И. Брежнева. …даже по поводу родных братьев В. И. Ленина не было ясности: писать ли Дмитрием, Александром Ильичём или Ильичом!» (Б. З. Букчина. Об одном негласном орфографическом исключении // Язык: система и подсистема. М., 1990, с.75–76).

А по правилам надо писать (и так делается сегодня): Ильичом.
— Ильичом // Грамота.ру[2]